# Роджер Солсберийский
Роджер Солсберийский (англ. Roger of Salisbury; ум. 1139) — один из крупнейших государственных деятелей Англии начала XII века, соратник короля Генриха I и епископ Солсбери (c 1102 года). С именем Роджера связано упорядочение системы управления англонормандской монархии, реформирование финансовой администрации и учреждение Палаты шахматной доски.

## Биография

### Возвышение и борьба за инвеституру
В молодости Роджер был священнослужителем в небольшой церкви в Нормандии, недалеко от Кана. По легенде, Генрих Боклерк, будущий король Англии, побывав однажды в этой церкви, был поражён скоростью, с которой Роджер читает богослужебные книги во время мессы, и взял его на службу. Очевидно Роджер не имел сколь-либо регулярного образования, однако рано обнаружил талант администратора. Сразу после вступления Генриха Боклерка на английский престол, в 1101 году король назначил Роджера канцлером Англии. Спустя год по указанию короля Роджер был избран епископом Солсбери. В это время в стране разгоралась борьба за инвеституру между Генрихом I и Ансельмом, архиепископом Кентерберийским. Роджер всецело поддерживал короля и принял от него светскую инвеституру на земельные владения Солсберийского епископства ещё до своего рукоположения. В ответ Ансельм, которого поддерживал папа римский, отказался признать Роджера и ряд других епископов, принессших оммаж королю, а в 1105 году папа отлучил их от церкви. Лишь после долгих переговоров, в 1107 году стороны пришли к компромиссу: Ансельм признал епископов, назначенных королём, который взамен отказался от права светской инвеституры. В том же году Роджер был рукоположён согласно церковным каноном епископом Солсбери.

### Во главе королевской администрации
Уже к концу 1100-х годах Роджер занял одно из центральных мест в администрации короля Генриха I, став его правой рукой и фактическим руководителем аппарата управления страной. Он был назначен верховным судьёй и во время частных и длительных поездок Генриха I в Нормандию замещал короля в Англии. Его таланты администратора высоко ценились королём, а его нововведения способствовали повышению эффективности системы государственного управления. Именно с именем Роджера Солсберийского связывают учреждение в Англии Палаты шахматной доски — высшего органа финансового управления и контроля и верховного суда по финансовым вопросам. Первые документальные сведения о Палате относятся к 1110 году, позднее аналогичные органы были созданы в Нормандском герцогстве и Шотландии. Роджер Солсберийский также, вероятно, был инициатором создания разъездных судов, много сделал для развития такого инструмента управления как судебные приказы и осуществил ряд других мер, упорядочивших центральную и местную администрацию в Англии.
Влияние епископа было так велико, что по общему мнению современников, по объёму своей власти он был вторым, после короля, человеком в Англии. Это подтверждает тот факт, что на многих судебных приказах и королевских предписаниях того времени вместе с подписью Генриха I стоит подпись Роджера Солсберийского. Племянники Роджера, епископы Или и Линкольна, также занимали важные места в центральной администрации государства, а его сын Роджер ле Поэ в 1135 году был назначен канцлером Англии. Вильгельм де Корбейль, архиепископ Кентерберийский c 1123 года, также был ставленником Роджера Солсберийского. Особенно прочный контроль был установлен над органами финансового управления страной: родственники Роджера Солсберийского занимали пост лорда-казначея Англии и руководили Палатой шахматной доски до конца XII века.
Ведущая роль Роджера в системе управления Англии в период правления Генриха I позволила ему и его семье накопить большие богатства. По приказу епископа в Дивайзисе и Шербурне были выстроены роскошные замки, которые, по свидетельству Вильяма Ньюбургского, претендовали на то, чтобы быть самыми «несравненными» в королевстве. Племянники Роджера также возвели несколько укреплённых замков на территории своих епископств и организовали собственные отряды вооружённых рыцарей, что вызывало недовольство духовенства и наследственной аристократии страны. Сам Роджер, хоть и был священнослужителем, не соблюдал предписаний о целибате и открыто жил со своей любовницей Матильдой Рамсберийской, от которой имел незаконнорождённого сына.

### Падение
К моменту смерти короля Генриха I в 1135 году Роджер Солсберийский практически полностью контролировал государственную администрацию страны. Хотя ещё в 1127 году Роджер признал наследницей Англии дочь Генриха I императрицу Матильду и убедил английскую аристократию принести ей клятву верности, но, будучи политическим противником роста влияния Анжуйской династии, отошёл от поддержки Матильды после её брака с Жоффруа Анжуйским. Сразу после кончины Генриха I Роджер Солсберийский выступил на стороне Стефана Блуаского, и именно поддержка Роджера, а также английской церкви, обеспечила беспрепятственное вступление Стефана на королевский престол.
Однако влияние и богатство Роджера и его семьи вызывало недовольство значительной части английских баронов, прежде всего дома де Бомон во главе с братьями Робертом и Валераном. С началом гражданской войны в Англии между сторонниками короля Стефана и императрицы Матильды в 1139 году племянники Роджера, епископы Или и Линкольна Найджел и Аделельм, были обвинены в намерении перейти на сторону Матильды. Воспользовавшись стычкой на улицах Оксфорда, в которой участвовали люди епископа, король Стефан арестовал Роджера Солсберийского и приказал передать ему замки, находящиеся под контролем Роджера и его семьи. После недолгой обороны замок Дивайзис, который оборонял епископ Или, сдался королю. Войска Стефана быстро заняли остальные владения Роджера и захватили его огромные богатства. Однако это вызвало возмущение английской церкви. Под давлением Генриха Винчестерского король был вынужден освободить Роджера. Несмотря на это, значительная часть английского духовенства разочаровалась в короле и перешла на сторону императрицы Матильды, что вызвало обострение гражданской войны в стране и способствовало поражению и пленению Стефана в 1141 году.
Епископ Роджер вскоре после своего освобождения скончался в Солсбери.